# Universidad de Celaya
La Universidad de Celaya es una institución educativa, inspirada en una visión empresarial sin fines de lucro. Fue creada por la iniciativa del Ing. Raúl Nieto Gómez con el propósito de apoyar el desarrollo de la región por medio de una opción educativa de excelencia.
Así, en 1985 se constituye Educación Superior de Celaya, A.C., como razón social de la institución y en 1988 abre sus puertas con 110 alumnos en las áreas de preparatoria y varias licenciaturas, entre las que destacan: Contaduría Pública con especialidad en computación, Sistemas de Computación Administrativa, Administración de Negocios, Ingeniería Industrial Administrativa e Ingeniería Agrícola Biotecnológica.
Actualmente cuenta con más de 500 docentes y más de 3000 alumnos en educación básica, preparatoria, carreras profesionales, maestrías y doctorados, además de educación continua. Desde su fundación, la Universidad se ha preocupado por ofrecer el mejor servicio educativo, además tiene un papel relevante en la investigación regional, y promueve el desarrollo empresarial ofreciendo consultoría y capacitación por medio de cursos, diplomados y talleres.

## Misión
La Misión de la Universidad de Celaya como institución particular, sin fines de lucro, es contribuir en la mejora del mundo actual mediante el desarrollo de la capacidad intelectual, la formación en valores y visión empresarial  de nuestros alumnos para que éstos asuman su responsabilidad y liderazgo como ciudadanos globales en busca del bien común.

## Visión
La Universidad de Celaya se propone ser una comunidad de aprendizaje que se distinga por su liderazgo en la creación de un ecosistema propicio para potenciar el  talento y las relaciones humanas colaborativas,  al  brindar  a sus estudiantes una experiencia educativa excepcional que los inspire a transformar positivamente el mundo de este siglo.

## Valores
- Verdad: buscamos la congruencia entre lo que pensamos, decimos y hacemos.
- Justicia: reconocemos que uno de los principales problemas de nuestro país es la carencia de equidad, por lo que en nuestra comunidad promovemos el absoluto respeto a la Ley y su aplicación.
- Responsabilidad: entendemos que nuestro trabajo siempre debe estar orientado al servicio de la comunidad y al desarrollo personal de quien lo desempeña; que lo convierte en motor de progreso, factor primordial en la dignificación de la convivencia humana. Nuestro enfoque es hacia la excelencia y la innovación, entendida como el ejercicio permanente de una actitud proactiva que busca la realización de las metas e ideales para obtener buenos resultados y la mejora continua en el nivel de vida de nuestra comunidad.
- Respeto: nuestra comunidad está abierta a personas de toda condición, sin discriminación de religión, raza, ideología, nacionalidad, género o condición económica. La Universidad propone el debate propositivo y discusión abierta y crítica de las ideas, permitiendo a cada uno formar con libertad sus propias opiniones y convicciones, en un clima de armonía, pluralidad y participación responsable

## Oferta Educativa

### Carreras Profesionales
- Arte culinario
- Arquitectura
- Comercio Internacional con Especialidad en Logística Global
- Comunicación y Medios Audiovisuales con Especialidad en Comunicación Digital
- Derecho
- Dirección y Administración de Negocios Globales con Especialidad en Alta Dirección
- Dirección del Factor Humano
- Diseño Digital
- Docencia e Innovación Educativa (en línea)
- Enseñanza del Inglés (Sabatina)
- Gastronomía con Especialidad en Alta Dirección Operativa de Negocios Gastronómicos y Alimentarios
- Gestión Estratégica del Capital Humano (Sabatina)
- Ingeniería Automotriz y Sistemas Esbeltos
- Ingeniería Biomédica
- Ingeniería Industrial y Administrador
- Ingeniería Industrial Administrativa (programa ejecutivo)
- Ingeniería Mecatrónica y Sistemas Inteligentes
- Ingeniería en Procesos de Calidad (en línea)
- Logística Internacional y Aduanas (Sabatina)
- Medicina
- Mercadotecnia y Publicidad con Especialidad en Mercadotecnia Digital
- Médico Cirujano y Partero
- Nutrición
- Psicología Sistémica

### Posgrados
- Especialidad en Inyección de Plástico
- Maestría en Administración
- Maestría en Arquitectura
- Maestría en Ingeniería en Calidad y Productividad
- Maestría en Logística
- Maestría en Innovación con Enfoque Empresarial (en línea)
- Maestría en Administración de Tecnología de Información (en línea)
- Maestría en Comercio y Logística Internacional (en línea)

- Doctorado en Administración

### Prepa UNI  con Bachillerato Internacional
La Preparatoria de la Universidad de Celaya es una institución que provee programas académicos rigurosos y con estándares internacionales; busca formar integralmente a sus alumnos como personas comprometidas con su desarrollo y el de su comunidad, a fin de que se desempeñen con éxito en su proyecto ético de vida y en su continuidad académica, tanto en el ámbito nacional como internacional.
Somos reconocidos como la mejor Preparatoria de la región por la elevada calidad académica y humana de sus egresados, quienes se desempeñan exitosamente en universidades tanto de México como del extranjero. Nos distinguimos también por el alto nivel de profesorado.
Para certificar su prestigiada calidad educativa, la Prepa UNI se está preparando para la incorporación al Sistema Nacional de Bachillerato y a renombrados organismos internacionales.
El sistema de Prepa UNI ofrece:
- Bachillerato reconocido por International Baccalaureate e incorporado a la Secretaría de Educación Pública, con dos áreas
  - Físico – Matemático / Químico – Biológico.
  - Económico - Administrativo / Humanidades – Ciencias Sociales.
- Plan de estudios con alto nivel académico.
  - La prueba ENLACE nos ubica como la escuela con mejores resultados en Celaya y entre el 5 % de las mejores escuelas públicas y privadas del estado y del país
  - Al terminar tus estudios en la Prepa UNI tienes amplias posibilidades de ingresar a cualquier institución nacional o internacional para continuar tus estudios de nivel superior.
  - Pase directo a las carreras de la Universidad de Celaya.
- Un perfil de egreso único, como alumno responsable, respetuoso, proactivo y multicultural.
- Equipo de maestros de tiempo completo con amplia experiencia docente, actualizados en desarrollo de competencias y siempre dispuestos para asesorarte.
- Área de Educación Afectiva y Desarrollo Humano.
  - El primer año de tu estancia se te asigna un docente tutor que te apoya en tu desarrollo personal y en tu integración al sistema PREPA UNI
  - Durante toda tu Preparatoria, cuentas con un programa de asesorías psicopedagógicas.
  - Orientación para elección profesional y plan de vida.
  - Jornada vocacional y pláticas con profesionistas de diversas áreas.

## Reconocimientos
- 2019 Reacreditación COMAEM.
- 2019 Centro certificador CONOCER.
- 2019 Premio ANUIES a la innovación en práctica docente.
- 2019 100,000 Strongs in America en el marco de la convocatoria Mary Street Jenkins.
- 2018 Excelencia Académica como Grupo 3 de la Secretaría de Educación Pública.
- 2017 Certificación de los programas educativos con Nivel 1 (calidad académica) por parte de CIEES (Comités Interinstitucionales para la Evaluación de la Educación Superior).
- 2017 Prepa UNI IB como el mejor bachillerato particular de Guanajuato de acuerdo al Semáforo Educativo 2017.
- 2017 Acreditación de ANPADEH (Acreditadora Nacional de Programas de Arquitectura y Disciplinas del Espacio Habitable.
- 2015 Acreditación Lisa y Llana Versión III (capacidad y efectividad) por parte de FIMPES (Federación de Instituciones Mexicanas Particulares de Educación Superior).
- 2015 Certificación como Colegio del Mundo del Bachillerato Internacional autorizado para impartir el programa del diploma.
- 2014 Reconocimiento de la Calidad Académica por la ANUIES (Asociación Nacional de Universidades e Instituciones de Educación Superior) por lo que aceptan nuestra incorporación.
- 2014 Reconocimiento como Universidad Vanguardia por parte de ANUIES.
- 2014 Dentro de los tres primeros lugares en el Premio Nacional a la Exportación.
- 2014 Reconocimiento por Universia – Miríada X al ser la primera institución mexicana en desarrollar cursos para la plataforma moocs (massive open online course).
- 2013 Certificación internacional con la WACS (World Association of Chefs Societies), a través de la Asociación Culinaria de México.
- 2012-2013 Licenciatura en Derecho forma parte del padrón de excelencia del EGEL-CENEVAL.
- 2012 Certificación de los programas educativos con Nivel 1 (calidad académica) por parte de CIEES (Comités Interinstitucionales para la Evaluación de la Educación Superior).
- 2012 Acreditación COMAEA (Consejo Mexicano de la Acreditación de la Enseñanza de la Arquitectura).
- 2009-2010 Resolución de Excelencia Académica por la SEP.
- 2010 Reconocimiento como Campus de Excelencia Internacional por parte de la Universidad Autónoma de Barcelona.
- 2008 Premio Nacional a la Exportación.
- 2008 Reconocimiento de estudios para iniciar programas de doble titulación con Estados Unidos.
- 2007 Acreditación lisa y llana FIMPES (Federación de Instituciones Mexicanas Particulares de Educación Superior).
- 2006 Premio Estatal a la Exportación.
- 1999 Premio Guanajuato a la Calidad.